# ヴィガラス作戦
ヴィガラス作戦 (ヴィガラスさくせん、Operation Vigorous) は、第二次世界大戦における地中海攻防戦において、1942年（昭和17年）6月中旬に連合国軍が実施したマルタへの増援輸送作戦。
地中海戦域において、ハイファとポートサイドからマルタ島への補給船団（MW11船団）を送り届ける作戦のひとつ。枢軸国軍の邀撃により本船団は大損害を受けた。本作戦と同時に実施されたハープーン作戦も成功したとはいえず、一連の輸送作戦は連合国軍の敗北（枢軸国の勝利）で終わった。

## 背景
ギリシャ攻防戦の末に1941年（昭和16年）5月末にクレタ島が陥落すると、地中海におけるマルタ島の重要性はますます高まった。このイギリス領マルタが、地中海戦線と北アフリカ戦線の命運を握ることになった（マルタ戦役）。
1942年（昭和17年）にはいると枢軸国空軍（ドイツ空軍、イタリア王立空軍）によるマルタへの空襲は激化し、枢軸側による北アフリカへの補給をほとんど妨害できなくなった。またマルタへの連合国軍補給船団も、空襲やUボートの襲撃、さらにイタリア水上艦隊の妨害で上手くゆかず（第2次シルテ湾海戦など）、マルタのイギリス軍や市民は物資や燃料不足に苦しんだ。
枢軸側は空挺作戦によるマルタ攻略を検討しており、ヘラクレス作戦と呼ばれていた。アドルフ・ヒトラー総統の躊躇によってヘラクレス作戦（イタリア側呼称“C3作戦”）の実施は7月中旬以降に延期されていたが、もし発動されれば、マルタの陥落は免れない。すでにマルタの補給状況は限界に達し、現地では降伏も視野にはいっていた。連合国がマルタを救うには、大規模補給作戦を実施するしかなかった。
連合国軍は航空母艦を利用してマルタに戦闘機を空輸しており、一連の輸送作戦はクラブラン (Club Run) と呼ばれていた。5月上旬のバウアリー作戦では、イギリス海軍の空母イーグル (HMS Eagle) とアメリカ海軍の空母ワスプ (USS Wasp, CV-7) がマルタに60機のスピットファイアを届けた。スピットファイアはドイツ空軍のメッサーシュミットや爆撃機を撃退し、枢軸側に制空権を握らせなかった。ただしマルタの海上基地としての機能は失われ、ケッセルリンク空軍元帥は5月10日にマルタ空襲作戦の終了を宣言している。ドイツ空軍の主力部隊はロンメル将軍を支援するため、北アフリカ戦線に転戦した。
5月中旬、地中海艦隊の新司令長官としてサー・ヘンリー・ハーウッド提督が着任した。ハーウッド提督のもとで、6月に二つの輸送作戦が同時に実施された。一つは本作戦（ヴィガラス）で、地中海艦隊に護衛された連合軍輸送船団（輸送船11以上、物資72,000トン）はアレキサンドリアからマルタへ向かう。ジブラルタルからマルタにむかう輸送作戦はハープーン (Operation Harpoon) と命名され、H部隊 (Force H) が担当した。H部隊が実施するハープーン作戦には旧式ながら空母2隻（アーガス、イーグル）が参加するが、地中海艦隊にもはや空母は存在しなかった。地中海艦隊が実施するヴィガラス作戦は、基地航空隊と潜水艦の活用で乗り切ることにした。

## 経過

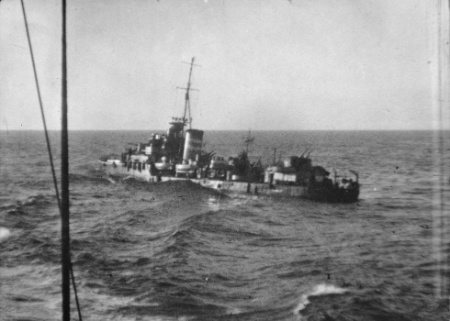
沈没するネスター

ヴィガラス作戦のため、イギリスの地中海艦隊はインド洋から増援を受けた。4隻のオーストラリア駆逐艦ノーマン、ネイピア、ネスター、ニザムなどの艦艇が船団護衛のためにケニヤのキリンディニからハイファへ送られた。また本輸送船団が航行中にクレタ島やリビアの枢軸軍飛行場に対してアルビミン作戦が実施され、ある程度の戦果をあげた。
ヴィガラス作戦の船団とその護衛は6月12日にハイファとポートサイドから出航し、6月13日にトブルク沖でフィリップ・ヴァイアン少将が率いる軽巡洋艦7隻と駆逐艦17隻からなるA部隊と合流した。
護衛部隊は合計で軽巡洋艦8隻、駆逐艦22隻とコルベットや掃海艇、そして旧式戦艦センチュリオンであった。海軍休日時代に武装が撤去されて標的艦として運用されていたセンチュリオンは、大戦突入と共に対空砲が搭載されて防空砲台の役目も果たせるようになった。前年12月にアレクサンドリア港攻撃で主力戦艦2隻（クイーン・エリザベス、ヴァリアント）が撃破されたため、地中海艦隊には船団護衛に使える戦艦が無かった。そこで、閉塞船や囮船として使用されていたセンチュリオンを、現役の戦艦のように見せかけて運用することにした。センチュリオンは、キング・ジョージ5世級戦艦のアンソン (HMS Anson, 79) に扮し、各種の陽動作戦に投入される。本作戦においては、囮として航空攻撃をひきつけることを期待されていた。
ヴィガラス船団（軽巡8、駆逐艦や小型艦艇30隻以上、輸送船11隻）のアレクサンドリア出航直後から、枢軸国軍による攻撃が始まった。6月12日の空襲で商船1隻が損傷しトブルクへ向かった。さらに機関の故障でトブルクに向かった商船が空襲で沈められた。
6月14日までに空襲によって2隻が失われ、2隻が損傷していた。その日の夕方、イギリス側は新鋭戦艦2隻（リットリオ、ヴィットリオ・ヴェネト）、重巡洋艦2隻（トレント、ゴリツィア）、軽巡洋艦2隻（ジュゼッペ・ガリバルディ、エマヌエレ・フィリベルト・デュカ・ダオスタ）および駆逐艦多数から成るイタリア王国海軍の水上艦隊がターラントから船団攻撃に出撃したことを知った。これは英空軍のメリーランド爆撃機 (Martin Maryland) の偵察によってもたらされた情報だった。
ヴィガラス作戦中、五度の反転が行われた。6月15日未明、イタリア艦隊を回避するため地中海艦隊（ハーウッド提督）の命令により第1回目の反転が行われ、船団部隊は東に向かった。この間、リビアから出撃したドイツの魚雷艇Sボートによる攻撃が闇夜の中でおこなわれる。軽巡洋艦ニューカッスル (HMS Newcastle，C76) がS-56の攻撃で損傷し、駆逐艦ヘイスティ (HMS Hasty，H24) がS-55に撃沈された。7時ごろ、船団部隊は再び針路をマルタに向けた。この時、イタリア艦隊はヴィガラス船団から北西200マイルの場所にあった。
15日朝、B-24リベレーターやボーファイターなどが新鋭戦艦2隻を基幹とするイタリア艦隊を攻撃し、伊戦艦リットリオ (Littorio) に損傷を与え、重巡洋艦トレント (Trento) を撃破する。そこにイギリス軍の潜水艦複数隻がやってきた。このうち英潜水艦アンブラがトレントを雷撃して撃沈した。また、マルタのイギリス空軍機が帰投途中のイタリア艦隊を攻撃し、ウェリントンが雷撃によりリットリオを損傷させた。
イタリア艦隊の動向や偵察結果により、ヴィガラス船団部隊は進撃と反転を繰り返した。
15日の9時40分と正午に3度目と4度目の反転が行われた。午後、クレタ島南方でドイツ空軍機の空襲を受け、軽巡洋艦バーミンガム (HMS Birmingham，C19) が損傷、駆逐艦エアデール (HMS Airedale) が大破して処分された。
15日18時頃には、船団部隊の船は6隻まで減少していた。この時、船団はクレタ島の南西沖を航行していた。ここで、駆逐艦ネスター (HMAS　Nestor，G02) が航空攻撃による至近弾で航行不能となった。ネスターは駆逐艦ジャヴェリン (HMS Javelin，F61) に曳航されたが、翌日になり処分された。
度重なる対空戦闘により、船団部隊は弾薬の減少が深刻になった。15日夕方、作戦中止が決定され、船団部隊はアレクサンドリアへ引き返した。その途中、6月16日に軽巡洋艦ハーマイオニーがクレタ島南方でドイツ潜水艦U205の雷撃によって撃沈された。

## 結果
ヴィガラス作戦では、商船は1隻もマルタに到達できなかった。すなわち枢軸国の勝利であり、連合国の敗北であった。そして、軽巡洋艦1隻（ハーマイオニー）、駆逐艦3隻（ヘイスティ、ネスター、エアデール）、商船2隻（Aagtekirk、ブータン）が失われた。さらに、巡洋艦3隻（ニューカッスル、バーミンガム）、駆逐艦1隻、コルベット1隻が損傷した。
一方、枢軸国側（ドイツ軍、イタリア軍）も重巡洋艦1隻を失い、戦艦リットリオが損傷したが、ヴィガラス船団を撃退し、ハープーン船団の到達商船も2隻（物資揚陸量15,000トン）にすぎなかった。
総合すると、ヴィガラス船団とハープーン船団合計17隻のうち、到着したのは2隻のみという結末である。マルタの補給状態は相変わらず危機的状況だった。イギリス首相ウィンストン・チャーチル卿は「海軍は決してマルタを見捨ててなならない」との決意を表明し、イギリス海軍はジブラルタルからマルタを目指すペデスタル作戦 (Operation Pedestal) を計画した。
北アフリカの西部砂漠戦線ではロンメル将軍のドイツアフリカ軍団がガザラの戦いで勝利し、6月中旬にリビア東部の要港トブルクを占領した。枢軸軍がエジプト国境に迫ったので、イギリス地中海艦隊はアレクサンドリア撤退の準備を開始する。この過程で軽巡ダイドー (HMS Dido，37) などに護衛されて撤退中の潜水母艦メドウェイ (HMS Medway，1928) がドイツ潜水艦U-372に撃沈され、大量の予備魚雷や機材が失われる。イギリス海軍の苦境はますますひどくなった。だがロンメルの攻勢もエル・アラメインで停止し、敵味方双方が決戦に備えた。

## 作戦参加艦船
- 第15巡洋艦戦隊（Vian少将）：軽巡洋艦「クレオパトラ」（旗艦）、「ダイドー」、「ハーマイオニー」、「ユーライアラス」、「アリシューザ」、「コヴェントリー」
- 第4巡洋艦戦隊（Tennant少将）：軽巡洋艦「ニューカッスル」（旗艦）、「バーミンガム」
- 第7駆逐艦戦隊：駆逐艦「ネイピア」、「ネスター」、「ノーマン」、「ニザム」
- 第14駆逐艦戦隊：駆逐艦「ジャーヴィス」、「ケルヴィン」、「ジャヴェリン」
- 第12駆逐艦戦隊；駆逐艦「パケナム」、「パラディン」、「インコンスタント」
- 第22駆逐艦戦隊：駆逐艦「シーク」、「ズールー」、「ヘイスティ」、「ヒーロー」
- 第5駆逐艦戦隊：駆逐艦「ダルヴァートン」、「エクスモア」、「クルーム」、「エリッジ」、「エアデール」、「ビューフォート」、「ハーワース」、「テトコット」、「アルデンハム」
- 第2駆逐艦戦隊：駆逐艦「フォーチュン」、「グリフィン」、「ホットスパー」
- その他
  - コルベット「Delphinium」、「Primula」、「Erica」、「Snapdragon」
  - 掃海艇「Boston」、「Seaham」
  - 救難船「Antwerp」、「Malines」
  - 「センチュリオン」

- 潜水艦：「ソーン」、「タク」、「スラッシャー」、「ポーパス」、「ウナ」、「P31」、「P34」、「P35」

- MW11A船団：「Ajax」、「City of Edinburgh」、「City of Pretoria」、「City of Lincoln」、「Elizabeth Bakke」
- MW11B船団：「Potaro」、「Bulkoil」
- MW11C船団：「Aagetekirk（またはAagtekerk）」、「Bhutan」、「City of Calcutta」、「Rembrandt」

出典

### 注
1. ↑  二次資料によってはヴィゴラス作戦[2]、ビゴラス作戦[3]、バイガラス船団[4]、ビガラス作戦と表記する[5]。“元気な”、“屈強な”“力強い”という意味がある[6]。
2. ↑  軽巡洋艦ニューカッスル (HMS Newcastle, C76) 、バーミンガム (HMS Birmingham, C19) 、クレオパトラ (HMS Cleopatra, 33) 、ダイドー（英語版） (HMS_Dido，37) 、軽巡ハーマイオニー (HMS Hermione, 74) 、軽巡ユーライアラス (HMS Euryalus, 42) 、アリシューザ (HMS_Arethusa，26) 、コヴェントリー（英語版） (HMS Coventry，D43) 。
3. ↑  超弩級戦艦センチュリオン (HMS Centurion，1911)は、第一次世界大戦以前に建造された初代キング・ジョージ5世級戦艦の2番艦である[35]。
4. ↑  ダミーの艦橋、主砲塔、マストを装備し、迷彩塗装を施した[38]。
5. ↑  実際に船団護衛中に枢軸軍機の急降下爆撃により至近弾を受け、対空砲火で1機を撃墜したという[40]。
6. ↑  ドイツ側はSボート (Schnell boot) と呼称するが、イギリス側はEボートと呼んでいた。ヴィガラス船団を攻撃したのは、第3魚雷艇隊のSボート5隻であった[42]。